# Ева Симонайтите
Ева Едмондовна Симонайтите (на литовски: Ieva Simonaitytė, 23 януари 1897, Ванагай, Източна Прусия – 27 август 1978 г., Вилнюс) е литовска и съветска писателка, народен писател на Литовската ССР.

## Биография
Родена е в село Ванагай на територията на Източна Прусия (днес в Клайпедски окръг на Литва). От детството си боледува, поради които не може да учи в училище и затова се самообразова. През 1912 – 1914 г. се лекува в санаториум в Аугенбург (Германия). След завръщането си работи в литовското общество „Eglė“, сътрудничи във вестник „Tilžės keleivis“ и други литовски издания от Източна Прусия (Малка Литва). От 1921 г. живее в Мемел (Клайпеда). Завършва курсове за машинопис и стенография. Работи в консулството на Литва, коректор в издателство „Yana“, работи в редакцията на „Prūsų lietuvių balsas“ („Гласът на литовците от Прусия“), по-късно е машинописка и преводач в сеймика (на литовски: Seimelis) на Клайпедския край. След успеха на романа си „Съдбата на Шимонисите“ и с отпускането ѝ на държавна пенсия, от 1936 година се отдава на литературна работа. След предаването на Клайпеда на Германия (1939 г.) отива да живее в Каунас. В годините на германската окупация е подложена на тормоз. От 1963 г. живее във Вилнюс. Наградена е с три ордена (включително и орден „Ленин“ през 1957 г.). Удостоена е със званието Народен писател на Литовската ССР (1967 г.).
Погребана е в Антакалниското гробище във Вилнюс. На гроба има паметник на скулптора Дануте Даните-Варнаускене. В град Прекуле (на 21 km южно от Клайпеда), където авторката прекарва летните си месеци в периода 1961 – 1978 г., от 1984 г. действа мемориален музей.

## Литературна дейност
Пише в периодични издания от 1914 г., но до 1935 г. името ѝ като писател не е известно. Основна тема на нейните разкази, новели и романи е всекидневният живот на „летувнинките“, т.е. литовците от Източна Прусия и Клайпедския край. На тази тема е посветен и романа „Съдбата на Шимонисите“ (издаден през 1935 г.), който ѝ донася голяма известност. В романа „Пикчюрнене“ (1953 г.) тя разобличава същността на кулачеството. Романът ѝ „Вилюс Каралюс“ (1939 – 1956 г.) дава по-широка картина на живота на литовците в началото на 20 век и все още се счита за образец на литовския реалистичен роман. Автобиографичната трилогия „...А беше така“ (1960 г.), „В чужд дом“ (1962 г.), „Незавършена книга“ (1965 г.) обхваща времето от началото на 20 век до края на Втората световна война. Към трилогията се включва и повестта „Близки истории“ (1968 г.). Романът „Последно пътешествие на Кунялис“ описва военните и следвоенните години в Литва (1971 г.). Като цяло творчеството на Ева Симонайтите е традиционно по теми и художествени средства.
Нейни произведения са преведени на много езици.
Съчинения
- Raštai, t. 1—-6. Vilnius, 1956 – 1958
- …А было так. В чужом доме. Неоконченная книга. Москва, 1973